# FPL-12495
FPL-12495 je antagonist NMDA receptora.